# Frank Gehry

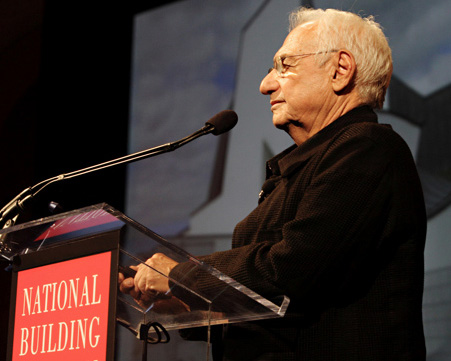
Frank Gehry, 2007

Frank Owen Gehry, CC [fɹæŋk ˈoʊən ˈɡɛəɹi] (* 28. Februar 1929 in Toronto; eigentlich Frank Owen Goldberg) ist ein kanadisch-US-amerikanischer Architekt und Designer, der seit 1947 in Kalifornien lebt. Für seine dekonstruktivistische Architektur wurde ihm 1989 der Pritzker-Preis verliehen. Die New York Times bezeichnete ihn als den „höchstgepriesenen amerikanischen Architekten seit Frank Lloyd Wright“. Sein 1997 fertiggestelltes und außerordentlich expressiv gestaltetes Guggenheim-Museum im spanischen Bilbao hatte und hat eine derart große Ausstrahlung auf die Stadt und darüber hinaus, dass sich Bilbao von einer alten Industrie- hin zu einer modernen „Kulturstadt“ entwickeln konnte. Diese Wandlung war so exemplarisch, dass es dafür inzwischen einen eigenen Fachbegriff gibt: den Bilbao-Effekt.

## Leben

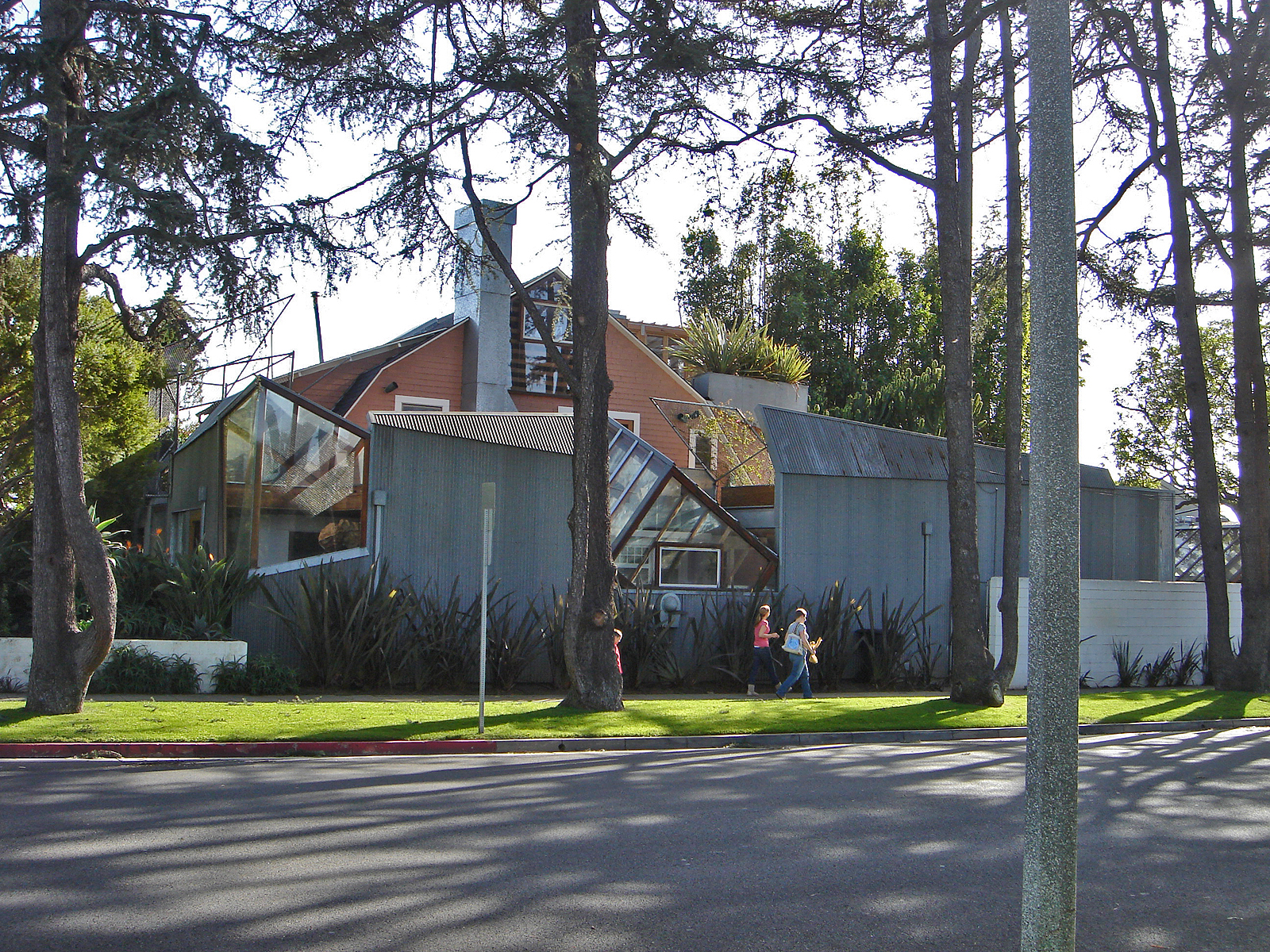
Gehry-Wohnhaus in Santa Monica

Gehry ist der Sohn von Irving und Thelma Goldberg, deren Eltern als Immigranten jüdisch-polnischer Herkunft ins Land kamen. Sein Vater betrieb bis zum staatlichen Verbot den Verkauf von Glücksspielmaschinen an die Bars in der Umgebung von Timmins im östlichen Ontario, das damals eine Goldgräberstadt war. Aus Abfällen des großväterlichen Eisen- und Haushaltswarenladens bastelte er als Junge seine ersten Häuser und Städte zusammen.
An der University of Southern California (USC) in Los Angeles studierte Gehry Architektur bis 1954, das Studium finanzierte er mit dem Fahren von LKW-Transporten. Lehrer war unter anderem Gregory Ain.
Seine erste Frau Anita war unglücklich mit seinem Nachnamen und sie schlug ihm daher gemeinsam mit ihrer Mutter 1954 vor, Goldberg in den weniger offensichtlich jüdischen Namen Gehry zu ändern, was er umgehend tat. Danach nahm er ein Zweitstudium für Stadtplanung an der Harvard Graduate School of Design auf. Seit 1962 betreibt er ein eigenes Architekturbüro in Los Angeles unter dem Namen Gehry Partners, LLP. Während der ersten Ehe (die 1968 geschieden wurde) bekam das Paar zwei Töchter.
Seit 1975 ist Gehry mit der Panamaerin Berta Isabel Aguilera verheiratet. Er hat mit ihr zwei Söhne. Nach der Geburt ihres ersten Sohnes zog die Familie in ein größeres Haus aus den 1920er Jahren. Seine Frau ermutigte ihn, ihr Wohnhaus in Santa Monica (in dem sie noch heute wohnen) nach seinen Vorstellungen kühn umzugestalten und zu erweitern. 1980 wurde das Gebäude vom American Institute of Architects (AIA) ausgezeichnet.

## Architektur
Zu Anfang seiner Karriere baute Gehry konventionell. Gegen Ende der 1970er Jahre veränderte er seine architektonische Formensprache, indem er begann, vermeintlich „ärmliche“ Materialien wie Sperrholz, Wellblech und im Möbelbau sogar Wellpappe einzusetzen. Charakteristisch für Gehrys Baustil sind seitdem abgewinkelte Ebenen, kippende Räume, umgekehrte Formen und eine gebrochene Geometrie. Seine Bauten haben, als typisch dekonstruktivistische Gebäude, einen collagenhaft aufgebauten Charakter, indem auseinanderstrebende Bauelemente verknüpft werden, die ein Ineinanderfließen der Räume realisieren sollen. Ebenso konzipierte er zahlreiche Inneneinrichtungen und Möbelentwürfe.

## In der Popkultur
In Episode 14 der 16. Staffel der Zeichentrickserie Die Simpsons hatte Frank Gehry im Jahr 2005 einen Gastauftritt.

## Bauten und Entwürfe

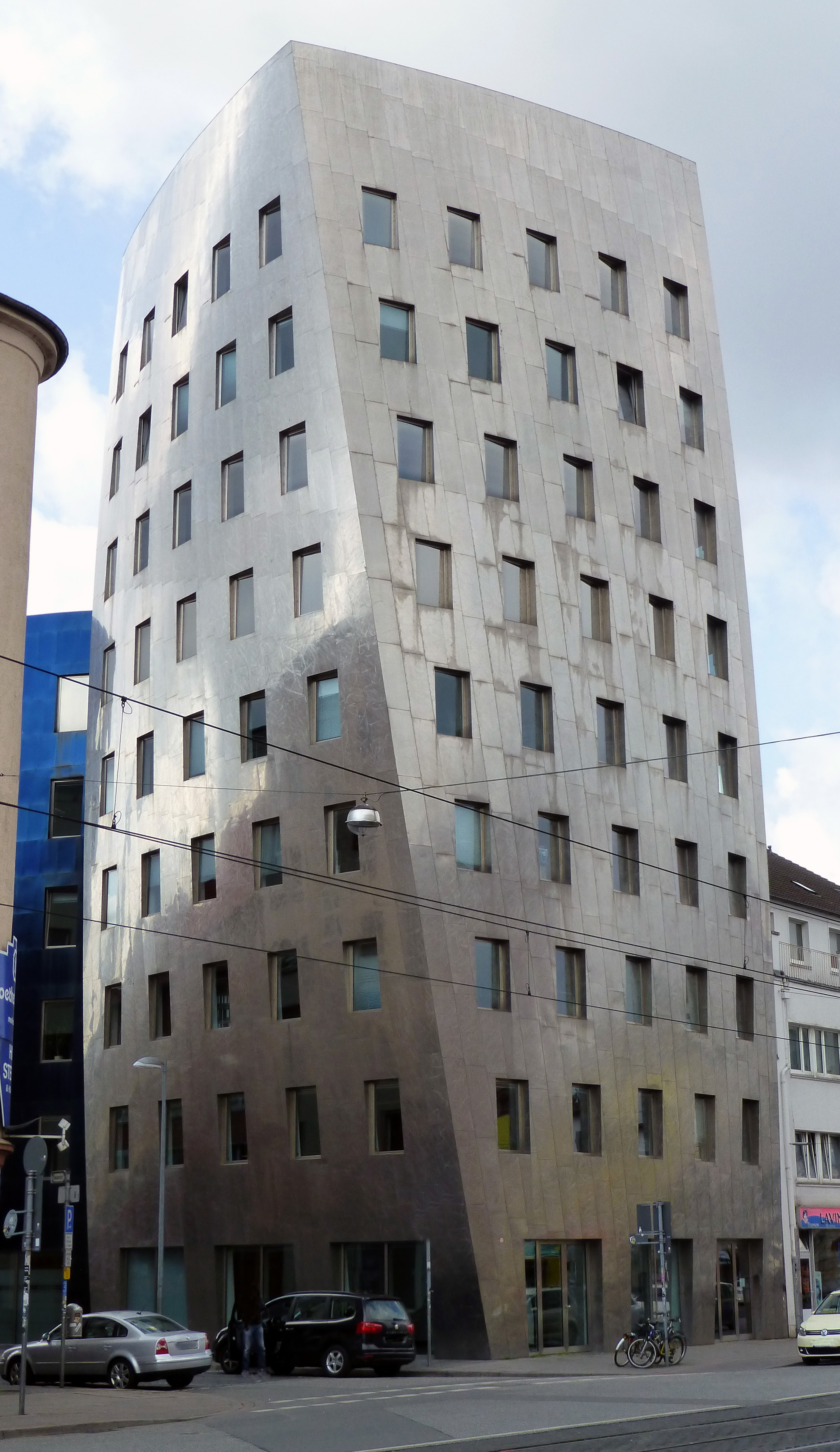
Gehry-Tower in Hannover

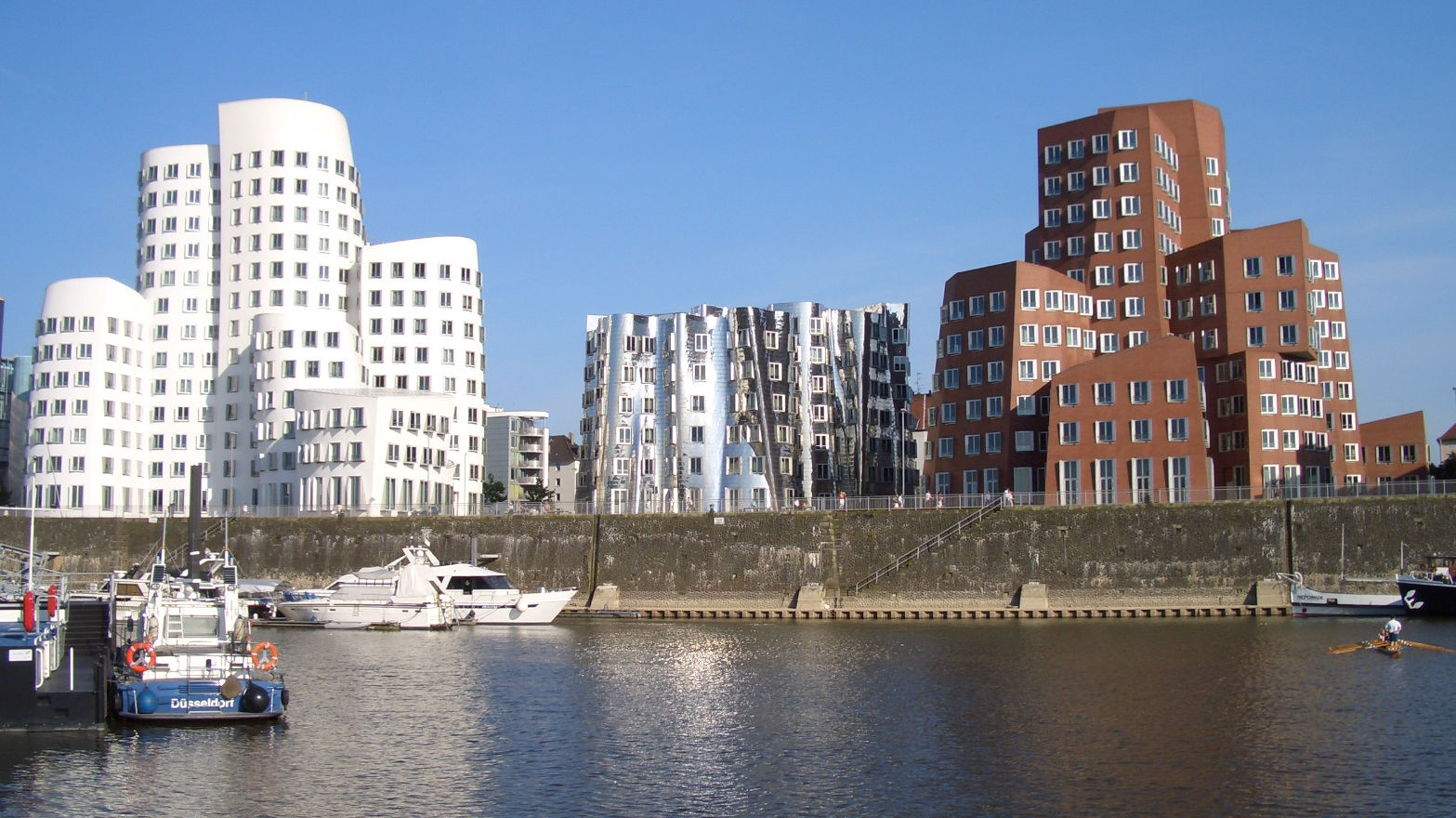
Neuer Zollhof im Düsseldorfer Medienhafen

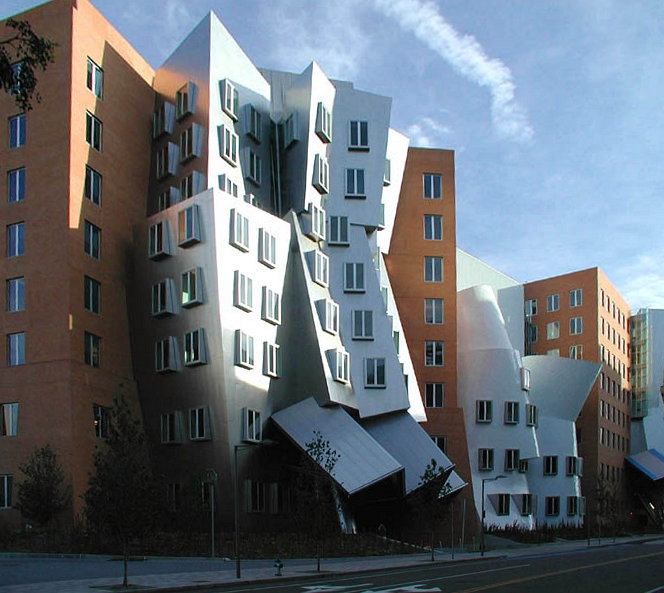
Stata Center, Cambridge, Massachusetts, USA

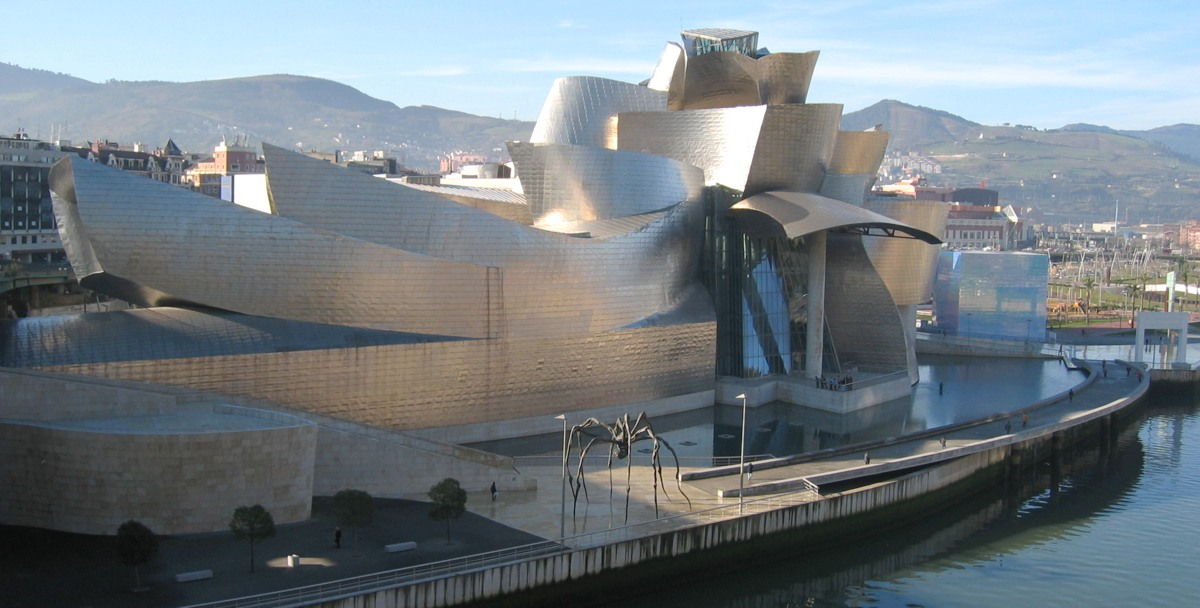
Guggenheim-Museum, Bilbao, Spanien

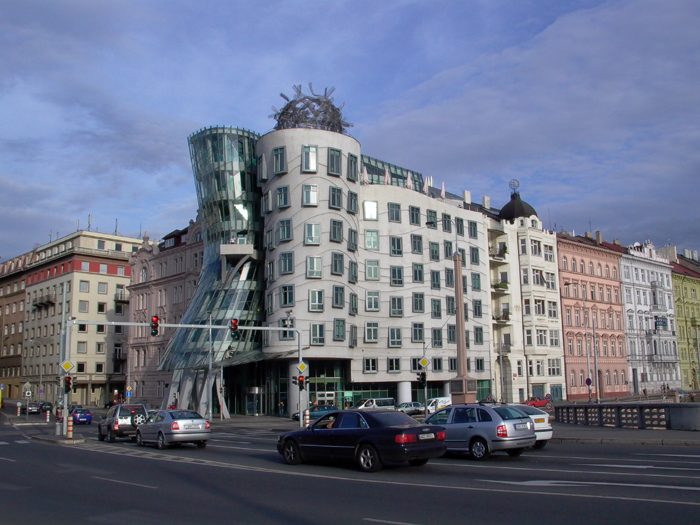
Tanzendes Haus in Prag

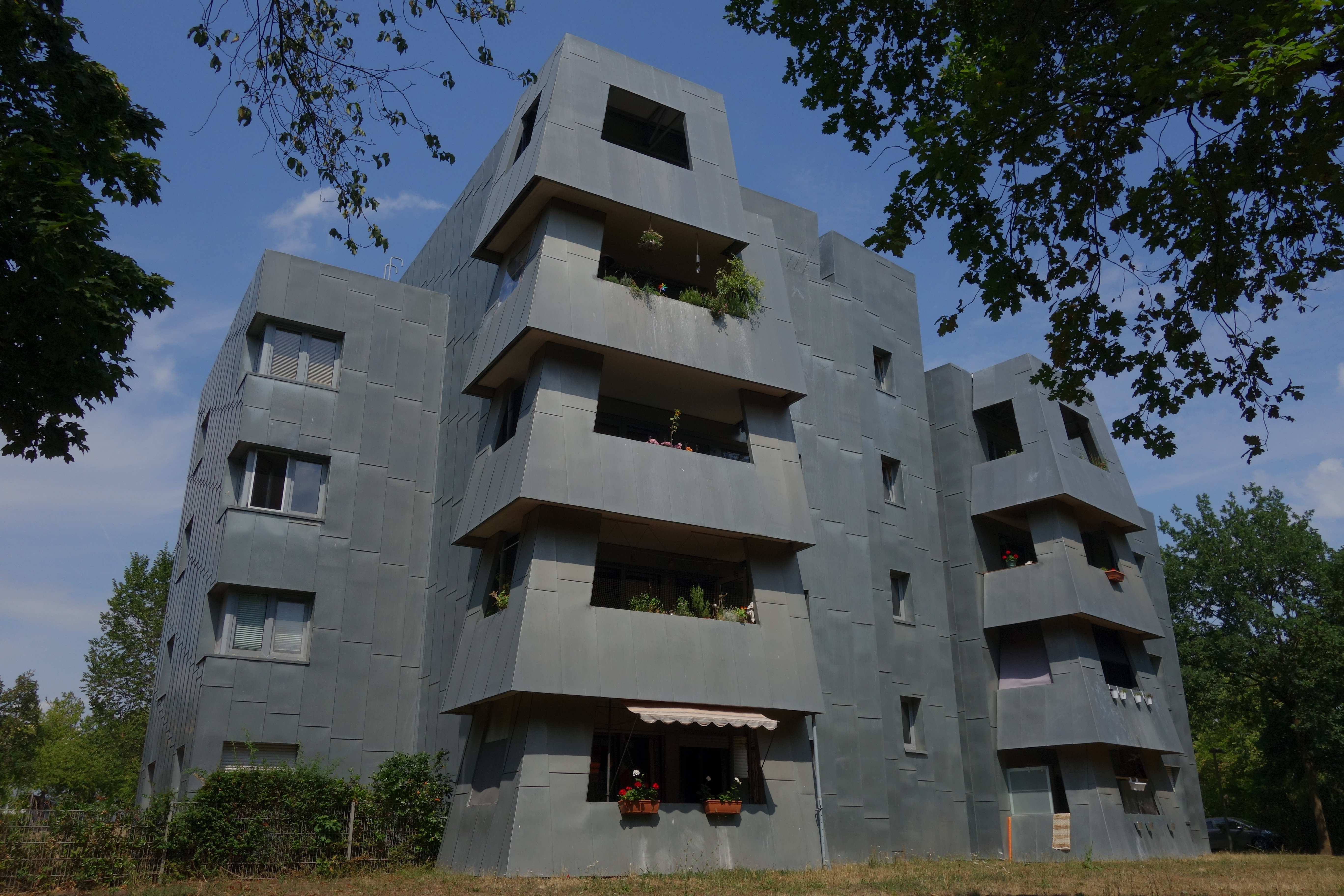
Sozialer Wohnungsbau in Frankfurt-Goldstein

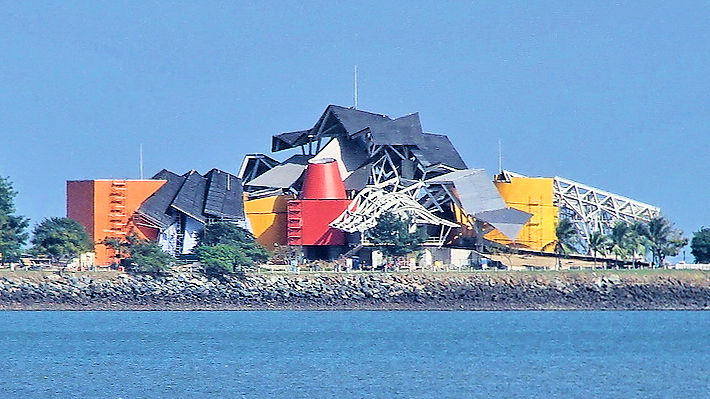
Biodiversidad Museum in Panama-Stadt

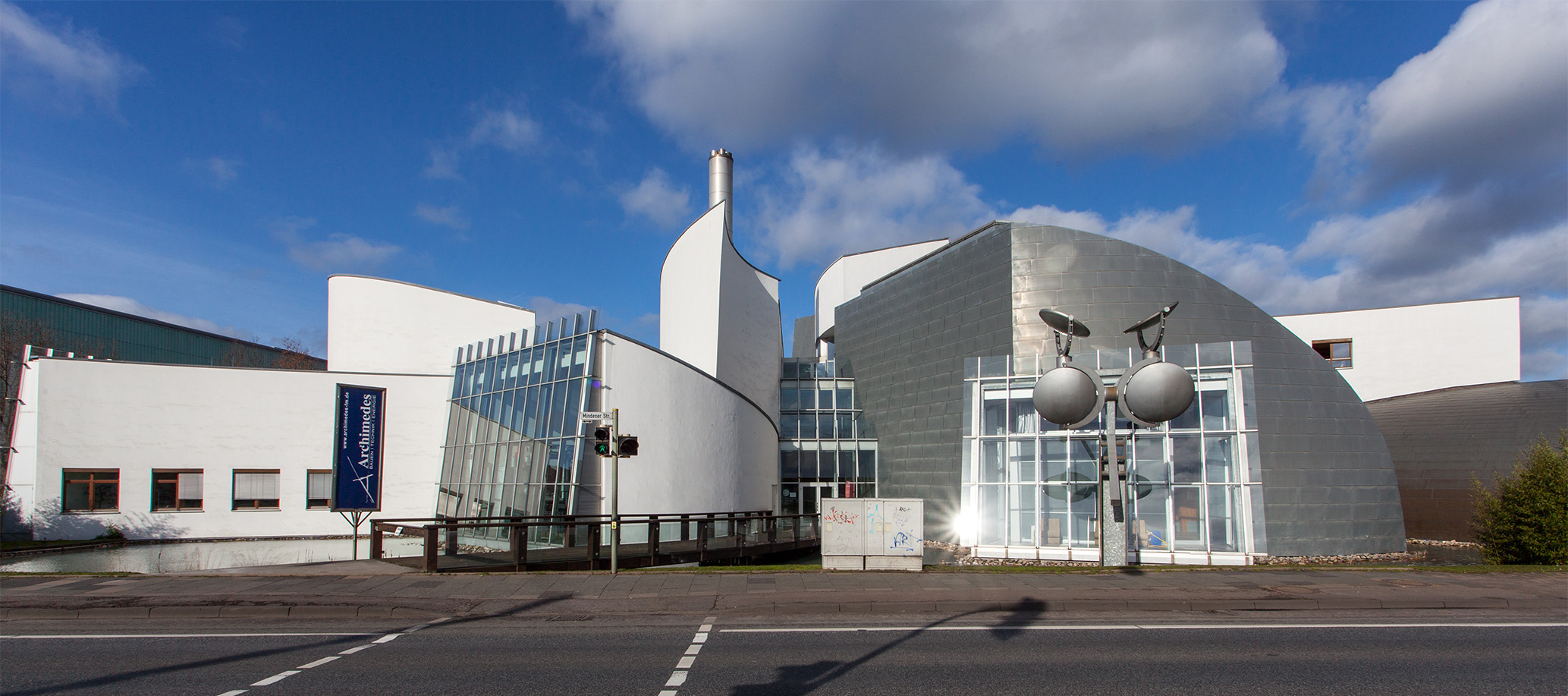
Energie-Forum-Innovation in Bad Oeynhausen

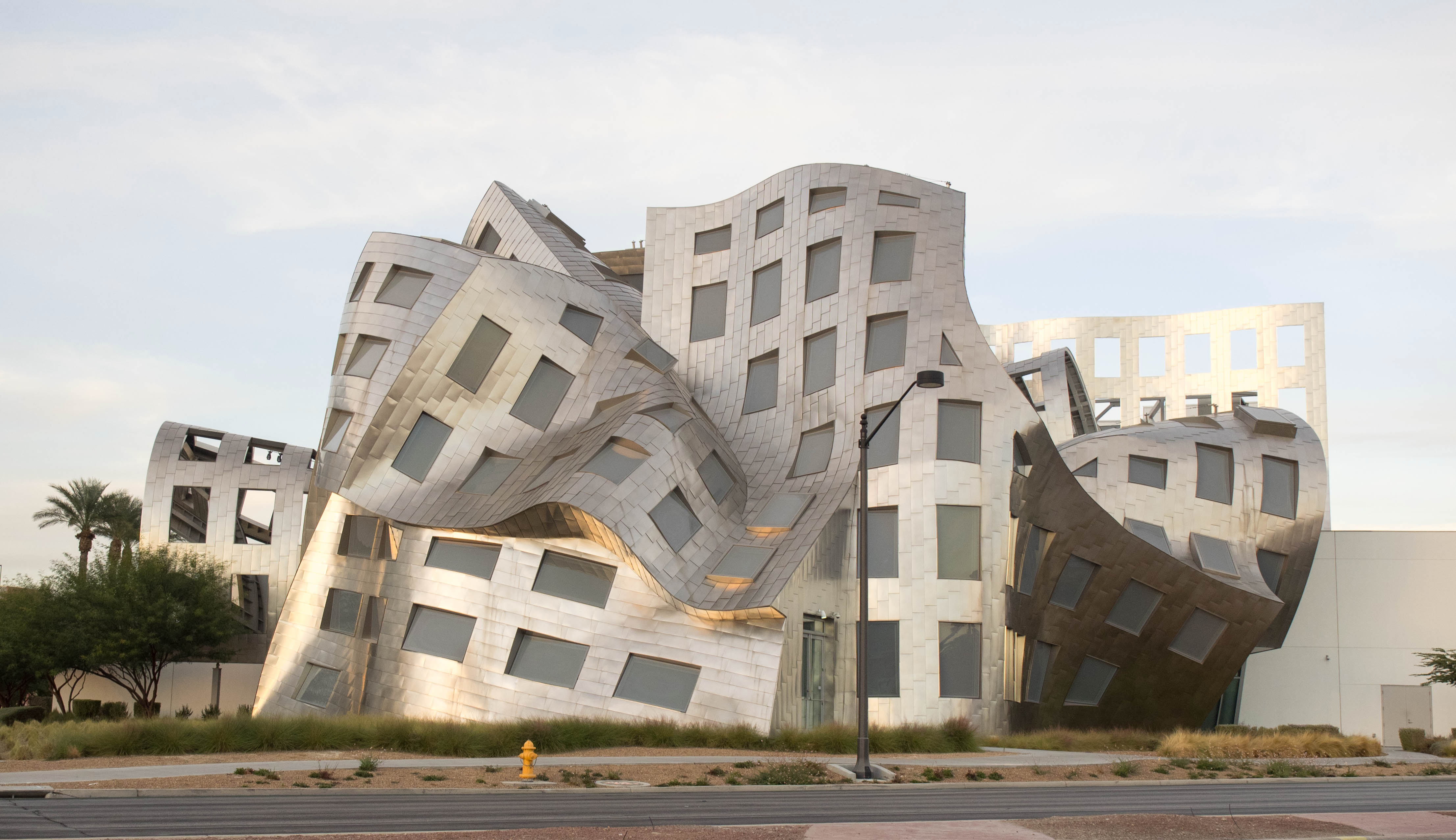
Lou Ruvo Center for Brain Health in Las Vegas, Nevada/USA

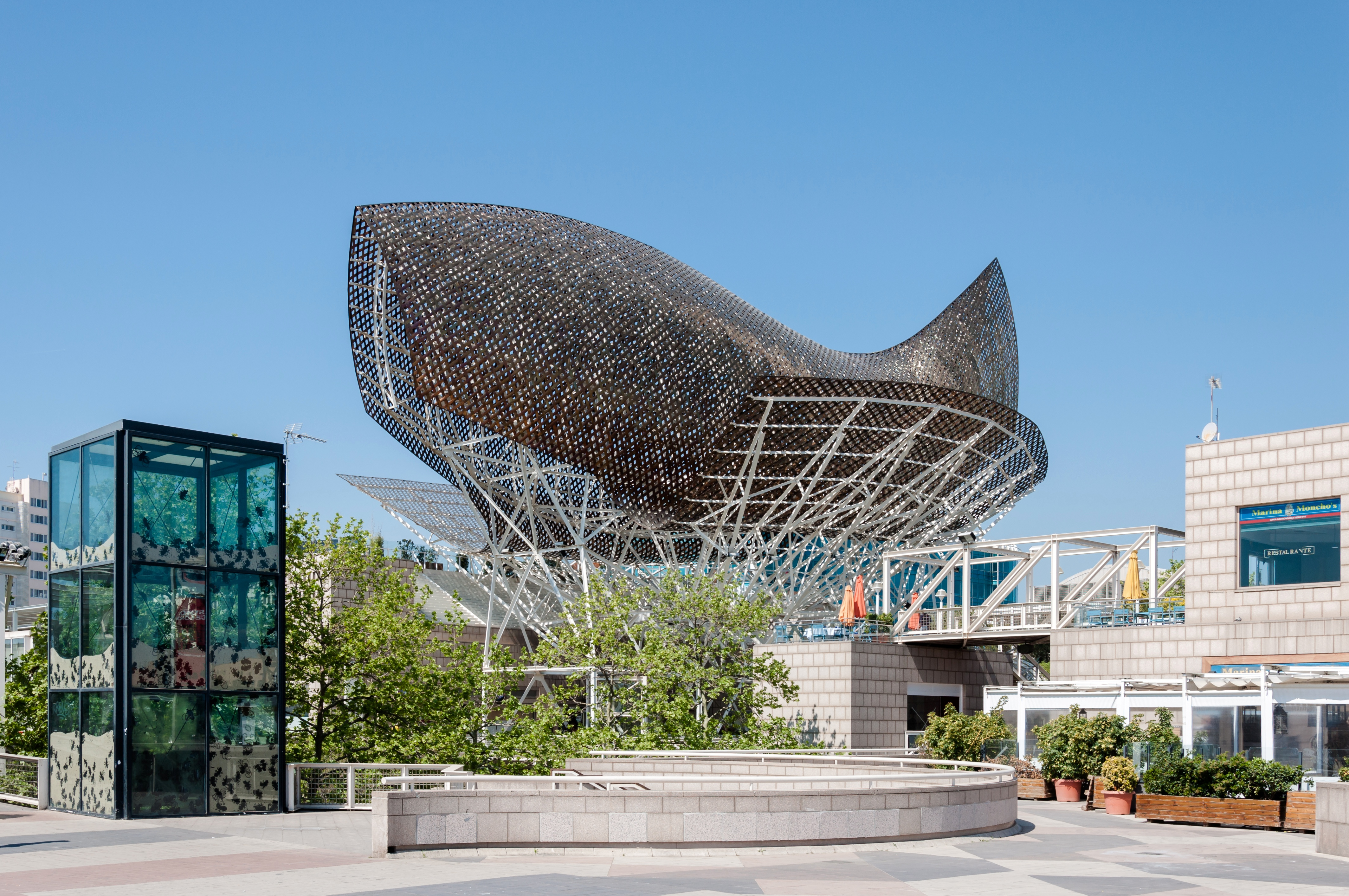
El Peix, Passeig Marítim de la Barceloneta (Port Olímpic), Barcelona

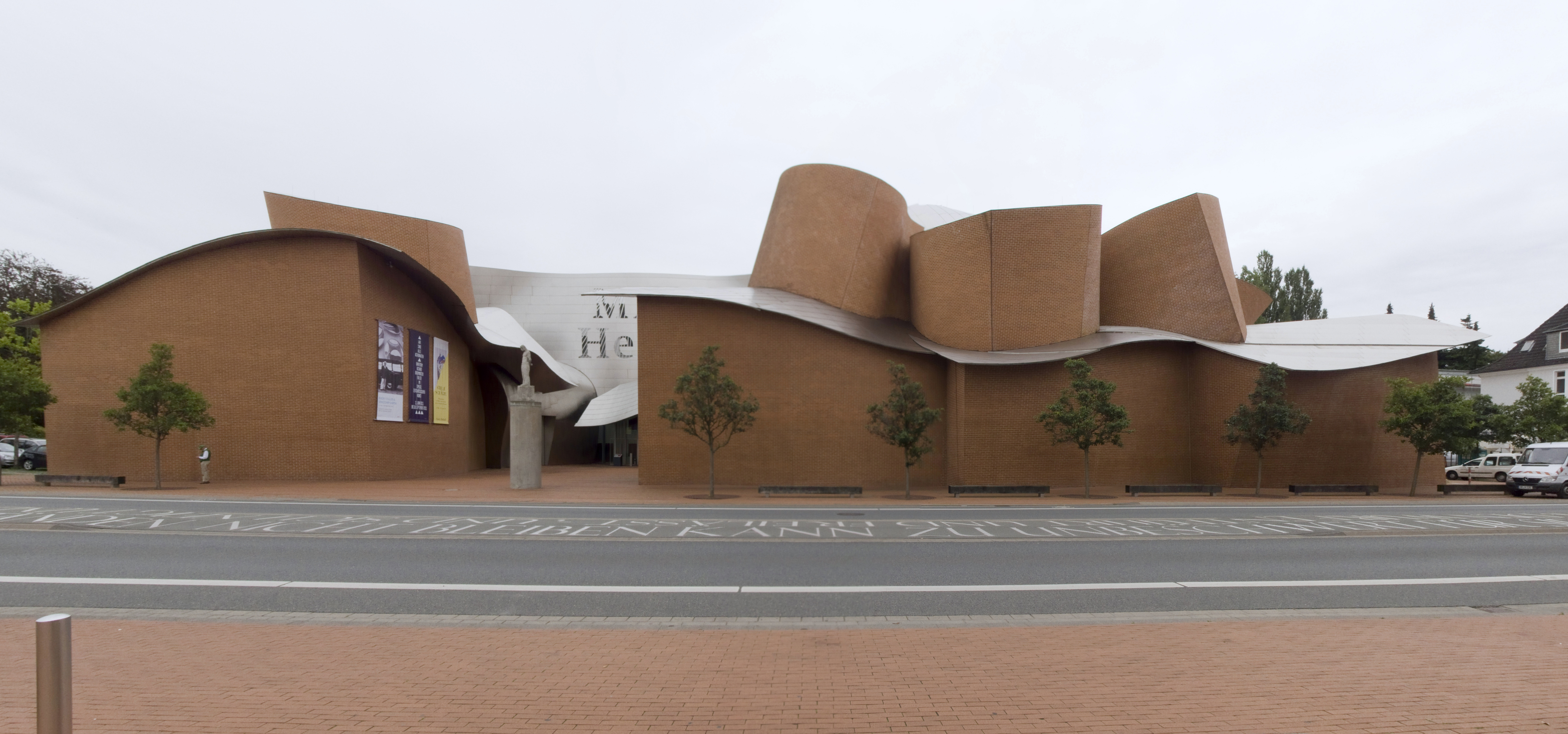
Marta Herford

- 1972: Wohnhaus und Studio für Ronald Davis in Malibu (Kalifornien) [8]
- 1974: Hauptverwaltung der Rouse Company in Columbia (Maryland)
- 1975: Concord Pavilion in Concord (Kalifornien)
- 1977–1991: Wohnhaus Gehry in Santa Monica
- 1977: Wohnanlage Harper House in Baltimore
- 1980: Einkaufszentrum Santa Monica Place in Santa Monica
- 1982–1984: Aerospace Museum im California Science Center in Los Angeles
- 1984: Niederlassung der Werbeagentur Chiat Day in Venice (Los Angeles)
- 1984: Wohnhaus Norton in Venice (Los Angeles)
- 1989: Vitra Design Museum in Weil am Rhein
- 1991–1994: American Center in Paris (heute Cinémathèque française)
- 1991–1997: Guggenheim-Museum in Bilbao
- 1992–1995: Energie – Forum – Innovation in Bad Oeynhausen
- 1992: Vergnügungsviertel im Disneyland Paris Disney Village/Festival Disney[9]
- 1993: Weisman Art Museum der University of Minnesota in Minneapolis
- 1994: Vitra Center in Birsfelden bei Basel
- 1994: Bushaltestelle bei BUSSTOPS in Hannover
- 1994–1996: Wohnsiedlung in Frankfurt-Goldstein
- 1996: Tanzendes Haus (Tančící dům) in Prag mit Vlado Milunić
- 1997–1999: Neuer Zollhof im Düsseldorfer Medienhafen
- 1999–2000: Experience Music Project in Seattle
- 1999–2003: Walt Disney Concert Hall in Los Angeles
- 1999–2004: Jay Pritzker Pavilion in Chicago
- 2000–2001: Gehry-Tower in Hannover
- 2001–2005: Museum Marta Herford in Herford
- 2001: Ronald McDonald Haus Bad Oeynhausen
- 2001: Gebäude der DZ Bank in Berlin
- 2003–2006: Hotel Marqués de Riscal, in Elciego (Spanien)[10]
- 2003: Richard B. Fisher Center for the Performing Arts, Bard College
- 2004–2008: Erweiterung der Art Gallery of Ontario (AGO) in Toronto
- 2004: Ray and Maria Stata Center des Massachusetts Institute of Technology in Cambridge (Massachusetts)
- 2006–2011: 8 Spruce Street, Wolkenkratzer in New York
- 2007: IAC (InterActiveCorp) Building in New York, 555 West 18th Street
- 2007–2010: Lou Ruvo Center in Las Vegas
- 2008 – voraussichtlich 2023: Bahnhof Sagrera in Barcelona
- 2008–2011: das New World Center (Konzerthalle) in Miami Beach
- 2009: Fabrikstrasse 15 auf dem Novartis Campus in Basel[11]
- 2011: Opus Hong Kong in Hongkong, 53 Stubbs Road
- 2012–2015: Facebook-Campus[12]
- 2014: Museo de la Biodiversidad oder BioMuseo, Panama-Stadt [13]
- 2014: Fondation Louis Vuitton, Paris[14]
- 2014–2017: Pierre-Boulez-Saal der Barenboim-Said-Akademie in Berlin
- 2018: Hauptgebäude LUMA Arles, Kunst- und Kulturcampus

### In Planung
- Entwurf für neue Guggenheim-Museen in New York City und in Abu Dhabi
- Entwurf für das Hines-Hochhaus auf dem Alexanderplatz in Berlin[15]

## Möbel
1969–1972 entwarf Gehry die Kartonmöbelserie „Easy Edges“.
Seit 1990 werden bei der US-amerikanischen Firma Knoll International seine Sitzmöbel aus gebogenem, sechs- bis neunlagig geklebtem Weißahornholz gefertigt. Zur Serie gehört auch der Cross Check Chair. Für den Leuchtenhersteller Belux entwarf Gehry 2005 die Leuchtenfamilie „Cloud“.

## Bühnenbilder
2015 entwarf Gehry die Bühnenbilder für Glucks Oper Orfeo ed Euridice in einer Inszenierung der Berliner Staatsoper. 2021 schuf er die Bühnenbilder für die Oper Iphigenia von Wayne Shorter, die am Cutler Majestic Theatre in Boston uraufgeführt wurde.

## Auszeichnungen (Auswahl)
- 1987: Mitglied der American Academy of Arts and Letters[18]
- 1989: Pritzker Architecture Prize
- 1989: Ehrenmitgliedschaft des Bundes Deutscher Architekten BDA
- 1991: Wahl zum Mitglied der American Academy of Arts and Sciences
- 1992: Wolf-Prize in Art (Architektur), Wolf Foundation
- 1992: Praemium Imperiale für Architektur, Japan Art Association
- 1994: Dorothy and Lillian Gish Prize
- 1994: Wahl zum Mitglied der National Academy of Design (NA)[19]
- 1998: National Medal of Arts
- 1998: Terminal Exapeny Price of New Art
- 1998: Friedrich-Kiesler-Preis
- 1999: Gold Medal, American Institute of Architects (AIA)
- 2000: Gold Medal, Royal Institute of British Architects (RIBA)
- 2002: Gold Medal for Architecture, American Academy of Arts and Letters
- 2002: Companion des Order of Canada
- 2011: Steiger Award
- 2014: Prinz-von-Asturien-Preis in der Kategorie Kunst
- 2016: Presidential Medal of Freedom[20]